# Besondere Kennzeichen
Besondere Kennzeichen ist ein deutscher Kriminal-Stummfilm mit komödiantischen Untertönen aus dem Jahre 1929 von Edmund Heuberger mit Carl Auen als gewiefter Gentleman-Ganove in der Hauptrolle.

## Handlung
Paris in den ausgehenden 1920er Jahren. Der Gentleman Raoul führt ein Doppelleben. Tagsüber erscheint er als Ehrenmann mit perfekten Manieren, in der Nacht aber mutiert er zu Lux, dem Verbrecher, ein Einbrecherkönig und Hochstapler, der sich gern in den unterschiedlichsten Maskierungen zeigt. Stets ist die Polizei auf seiner Spur, und auch der leicht trottelige Chef der internationalen Welt-Detektei, Monsieur Fardot, eine ziemlich armselige Karikatur von Sherlock Holmes, dessen Frau auch noch fremdgeht, versucht mit seinen nicht minder unterbelichteten fünf Detektei-Angestellten vergeblich, Lux zu fangen. Stets schlägt der Meistergauner seinen Häschern ein Schnippchen. 
Eines Tages wird es für den Gentleman-Ganoven richtig ernst. Man beschuldigt ihn, einen Mord begangen zu haben. Natürlich ist Raoul unschuldig, denn zu derartigen Gemeinheiten ist er denn doch nicht imstande. Nun muss sich Lux ganz auf seine eigene Spürnase verlassen und die polizeiliche bzw. detektivische Arbeit selbst verrichten, um seine Unschuld zu beweisen. Nach allerlei Umwegen, die ihn in gefährliche Situationen bringen, kann Raoul alias Lux den wahren Täter überführen. Ganz nebenbei hilft er auch noch der blutjungen Marion, einem Mädchen in großer Not, aus der Patsche: Ihr wurde ein wertvolles altes Gemälde gestohlen. Ehe die Staatsmacht Lux wegen all der anderen Verbrechen, die man ihm schon seit langem überdies zur Last legt, verhaften kann, gelingt diesem in der finalen Hatz mittels Auto, Flugzeug und Motorboot die Flucht über den Bodensee in die Schweiz.

## Produktionsnotizen
Der im August 1929 in Berlin und Umgebung sowie in den Filmstudios von Staaken in nur wenigen Wochen gedrehte Film passierte am 11. September 1929 die Zensur. Die Uraufführung des Sechsakters mit einer Länge von 2457 Metern erfolgte am 13. Dezember 1929 im Wittelsbach-Palast. Ein Jugendverbot wurde erteilt. 
Die Bauten stammen von Gustav A. Knauer und Willy Schiller. Gustav Althoff übernahm auch die Produktionsleitung.

## Wissenswertes
Der Film Besondere Kennzeichen ist Teil einer Reihe später Stummfilme (1929/1930) rund um den Meistergauner „Lux“, die der gebürtige Schweizer Edmund Heuberger mit Carl Auen drehte. Der erste Streifen dieser Reihe erschien Anfang 1929 unter dem Titel Lux, der König der Verbrecher bzw. Lux, der König der Banditen. Es folgten, bis sich der Tonfilm in Deutschland endgültig durchgesetzt hatte, unter anderem die Lux-Filmabenteuer Der Mann im Dunkel, Die grüne Laterne, Pariser Unterwelt und Zweimal Lux.
Diesen Filmen war zu eigen, dass die Sympathie des Kinogängers auf die Seite des „Gangsters“, also Lux, gezogen werden sollte. Der Ein- und Ausbrecherkönig und Gentlemandieb war stets smart und gewitzt, besaß Charme und Eleganz und überdies ein großes Herz, während die ihn verfolgende Staatsmacht als grundsätzlich beschränkt und einfältig, tumb und langsam und darüber hinaus auch noch als unbedarft dargestellt wurde.

## Kritiken
Die Kritiken fielen gemischt aus. Nachfolgend drei Beispiele:

„Der Detektivhumor, die lustige Frechheit des Verfolgten erhalten den Zuschauer in Stimmung, und die einzelnen Szenen mit den verschiedenen Maskierungen hüben und drüben liefern immer neue Spannung. Eine ebenso realistische wie humorvolle Kaschemmenszene gehört zu den besten ihrer Art. Sie ist eine regietechnische Volleistung Edmund Heubergers.“

„Das Ganze ist zwar ein bißchen primitiv, besonders wenn sich französische Autos und Polizisten unmissverständlich in der näheren Umgebung von Berlin bewegen, aber Heuberger liefert eine recht saubere Klischeearbeit, deren besonderes Kennzeichen es ist, keine besonderen Kennzeichen zu haben.“

„Alle Einfälle von Verbrechern und Hochstaplern reichen nicht aus, um den Bedarf des Films an solchen zu decken. (…) Es hätte zur Not genügt, wenn filmisch und darstellerisch ein besonderer Stil gefunden wäre. Das ist nicht der Fall; selbst Humor kommt nicht auf. So ist das Ergebnis Mittelmäßigkeit.“